# Europa-Parlamentsvalget 2009 i Storbritannien
Europa-Parlamentsvalget 2009 i Storbritannien fandt sted tirsdag den 4. juni 2009. Ved valget skulle der vælges 69 medlemmer til Europa-Parlamentet fra Storbritannien.

## Valgresultat
Opsummering af valgresultatet. 
| Parti                                             | Parti      | Stemmer | %    | % Forandring | Mandater | % Forandring | -/+ % |
| ------------------------------------------------- | ---------- | ------- | ---- | ------------ | -------- | ------------ | ----- |
| Conservative Party (UK)                           | 4,198,394  | 27.9%   | +1.0 | 25           | -2       | +1           | 37.7  |
| UK Independence Party                             | 2,498,226  | 16.6%   | +0.3 | 13           | +1       | +1           | 18.8  |
| Labour Party (UK)                                 | 2,381,760  | 15.8%   | -6.9 | 13           | -6       | -5           | 18.8  |
| Liberal Democrats                                 | 2,080,613  | 13.8%   | -1.2 | 11           | -1       | +1           | 15.9  |
| Green Party of England and Wales                  | 1,223,303  | 8.1%    | +2.4 | 2            | 0        | 0            | 2.9   |
| British National Party                            | 943,598    | 6.3%    | +1.3 | 2            | +2       | +2           | 2.9   |
| Scottish National Party                           | 321,007    | 2.1%    | +0.7 | 2            | 0        | 0            | 2.9   |
| Plaid Cymru                                       | 126,702    | 0.8%    | -0.1 | 1            | 0        | 0            | 1.4   |
| English Democrats Party                           | 279,801    | 1.9%    | +1.1 | 0            | 0        | 0            | 0     |
| Christian Party (UK)/Christian People's Alliance1 | 249,493    | 1.7%    | +1.6 | 0            | 0        | 0            | 0     |
| Socialist Labour Party (UK)                       | 173,115    | 1.1%    | +1.1 | 0            | 0        | 0            | 0     |
| No to the EU – Yes to Democracy                   | 153,236    | 1.0%    | +1.0 | 0            | 0        | 0            | 0     |
| Scottish Green Party                              | 80,442     | 0.5%    | 0.0  | 0            | 0        | 0            | 0     |
| Jury Team (UK)                                    | 78,569     | 0.5%    | +0.5 | 0            | 0        | 0            | 0     |
| United Kingdom First Party                        | 74,007     | 0.5%    | +0.5 | 0            | 0        | 0            | 0     |
| Pro-Democracy: Libertas.eu                        | 73,544     | 0.5%    | +0.5 | 0            | 0        | 0            | 0     |
| Jan Jananayagam (Uafhængig)                       | 50,014     | 0.3%    | +0.3 | 0            | 0        | 0            | 0     |
| Pensioners Party (England)                        | 37,785     | 0.2%    | +0.2 | 0            | 0        | 0            | 0     |
| Mebyon Kernow                                     | 14,922     | 0.1%    | +0.1 | 0            | 0        | 0            | 0     |
| Animals Count                                     | 13,201     | 0.1%    | +0.1 | 0            | 0        | 0            | 0     |
| Scottish Socialist Party                          | 10,404     | 0.1%    | -0.3 | 0            | 0        | 0            | 0     |
| Duncan Robertson (Uafhængig)                      | 10,189     | 0.1%    | +0.1 | 0            | 0        | 0            | 0     |
| Totalt                                            | 15,072,325 |         |      | 69           | -6       | 0            | 100   |

Alle partier med over 10.000 stemmer er med i tabellen.

1Joint ticket, ran in England as: The Christian Party - Christian Peoples Alliance.